# د ستردیز
د ستردیز (به انگلیسی: The Saturdays) یک گروه پاپ انگلیسی است که از سال ۲۰۰۷ در شهر لندن فعالیت خود را آغاز کرد.این گروه شامل پنج دختر میباشد که تا کنون نزدیک ۲ میلیون نسخه از سه آلبوم خود را فروختند . اولین آلبوم گروه با نام "Chasing Lights" که در سال ۲۰۰۸ روانه بازار شد جز ده آلبوم برتر انگلیس شد.در سال ۲۰۰۹ دومین آلبوم گروه با نام "Wordshaker" وارد بازار شد که در این آلبوم دو آهنگ "Forever Is Over" و "Ego" مقام نهم ده آهنگ برتر در انگلیس را بدست آوردند.در سال ۲۰۱۰ این گروه آلبومی کوتاه به نام "Headline" را روانه بازار کرد که تنها هشت آهنگ داشت اما در این آلبوم دو آهنگ "Higher" و "Missing You" رتبه های بالایی را در بهترین آهنگ‌های انگلیس بدست آوردند.

## آلبوم‌ها

### آلبوم‌های استدیویی
- ۲۰۰۸ - Chasing Lights
- ۲۰۰۹ - Wordshaker
- ۲۰۱۰ - Headlines
- 2013 - Living For the Weekend

### دیگر آلبوم‌ها
- ۲۰۰۹: iTunes Live: London Festival '۰۹
- ۲۰۱۰: The Saturdays Video

### فیلم ها
- ۲۰۰۸: Hollyoaks Later
- ۲۰۱۰: The Saturdays: ۲۴/۷
- ۲۰۱۰: Ghosthunting with... The Saturdays

### تور ها
- ۲۰۰۹: The Work Tour
- ۲۰۰۹: The Work Tour of Asia
- ۲۰۱۱: The Headlines Tour